# Ніколо Фаджолі
Ніколо Фаджолі (італ. Nicolò Fagioli, нар. 12 лютого 2001, П'яченца) — італійський футболіст, півзахисник клубу «Фіорентіна» і національної збірної Італії.

## Клубна кар'єра
Вихованець клубу «П'яченца» з однойменного рідного міста та «Кремонезе», а 2015 року потрапив до академії «Ювентусв». У складі юнацької команди туринців брав участь в Юнацькій лізі УЄФА 2017/18, 2018/19 та 2019/20, провівши загалом на турнірах 13 матчів і забивши 2 голи, а в 2018 році отримав звання найкращого гравця «Ювентуса U19». У сезоні 2018/19 дебютував у молодіжній команді «Ювентус U23», що виступала у Серії С. З цією командою став володарем Кубка Італії Серія С у 2020 році, зігравши тому числі у фіналі проти «Тернани» (2:1).
Дебютував у першій команді «Ювентуса» в липні 2018 року на Міжнародному кубку чемпіонів-2018. Фаджолі також зіграв того року за туринців у Матчі всіх зірок МЛС, що пройшов 1 серпня 2018 року в Аталанті. Фаджолі вийшов на заміну у перерві та пробив перший пенальті у післяматчевій серії, яку «Ювентус» виграв у збірної зірок MLS з рахунком 5:3.
В сезоні 2020/21 дебютував у складі головної команди «Ювентуса» в Серії A. Наступний сезон 2021/22 відіграв на правах оренди за друголіговий «Кремонезе».
Повернувшись влітку 2022 року з оренди, почав отримувати ігровий час у «Юве». 
У жовтні 2023 був дискваліфікований на 7 місяців за ставки на футбольні матчі.

## Виступи за збірні
Виступав за юнацькі збірні Італії різних вікових категорій. З командою до 17 років Фаджолі поїхав на юнацький чемпіонат Європи 2018 року в Англії, де відіграв п’ять матчів, ставши з командою срібним призером турніру. Згодом з командою до 19 років Ніколо поїхав на юнацький чемпіонат Європи 2019 року у Вірменії, де теж був основним гравцем, зігравши у всіх трьох матчах, але цього разу італійці виступили невдало і не подолали груповий етап.
Восени 2021 року дебютував в іграх молодіжної збірної Італії.
| Дата       | Місто   | Господарі | Результат | Гості                | Турнір                               | Голи | Примітки  |
| ---------- | ------- | --------- | --------- | -------------------- | ------------------------------------ | ---- | --------- |
| 16-11-2022 | Тирана  | Албанія   | 1 – 3     | Італія               | товариський матч                     | -    | 77'       |
| 4-6-2024   | Болонья | Італія    | 0 – 0     | Туреччина            | товариський матч                     | -    | 62'       |
| 9-6-2024   | Емполі  | Італія    | 1 – 0     | Боснія і Герцеговина | товариський матч                     | -    | 65'       |
| 24-6-2024  | Лейпциг | Хорватія  | 1 – 1     | Італія               | ЧЄ 2024 - груповий етап              | -    | 81' 90+6' |
| 29-6-2024  | Берлін  | Швейцарія | 2 – 0     | Італія               | ЧЄ 2024 - 1/8 фіналу                 | -    | 86'       |
| 10-10-2024 | Рим     | Італія    | 2 – 2     | Бельгія              | Ліга націй УЄФА 2024-2025 - 1-й етап | -    | 71'       |
| 14-10-2024 | Удіне   | Італія    | 4 – 1     | Ізраїль              | Ліга націй УЄФА 2024-2025 - 1-й етап | -    | 46'       |
| Усього     |         | Матчів    | 7         |                      | Голів                                | 0    |           |

## Титули і досягнення
- Володар Суперкубка Італії з футболу (1):

«Ювентус»: 2020
- Володар Кубка Італії (2):

«Ювентус»: 2020-2021, 2023-24